# Панько Андрій Мефодійович
Панько Андрій Мефодійович (1901—1921) — громадський діяч, секретар української громади Керчі у період Українських національно-визвольних змагань.

## Біографічні відомості
Андрій Панько (у деяких джерелах помилково Манько) народився в 1901 році (точна дата невідома) в Керчі в селянській родині. Мешкав за адресою: Торговий провулок (нині Кооперативний провулок), буд. 25. Здобув середню освіту. За часів Української Держави був службовцем.
У протоколах допиту Київської Губернської надзвичайної комісії зазначається, що Андрій Панько за часів Директорії УНР та за радянської влади був секретарем української громади Керчі, організованої у травні 1917 року під проводом головного лікаря військового лазарету Чорноморського флоту Єлисея Волянського та розгромленої за режимів Денікіна та Врангеля.
Під час окупації материкової території України та Кримського півострова військами Денікіна Андрій Панько навчався у місті Кагарлик на Київщині. Пізніше служив матросом на водному транспорті. У травні 1921 року вступив до Київського інституту народного господарства.
У серпні 1921 року був заарештований більшовиками за звинуваченнями у членстві у Всеукраїнському центральному повстанському комітеті (ВУЦПК). На момент арешту був неодруженим, безпартійним, несудимим.
На допиті 11 серпня 1921 року Андрій Панько розповів, що дорогою до Києва познайомився з головою Катеринославського губернського повстанкому Андрієм Рибалком-Зіркою, який познайомив його з Суховієм (прізвисько секретаря геофізичної секції Академії наук Макара Суходольського, одного з організаторів ВУЦПК); той, у свою чергу, познайомив Панька з членом Центральної п'ятірки ВУЦПК Федором Наконечним. У матеріалах слідства зазначалося, що Андрій Панько приїхав з Керчі «для зв'язку з Центром та отримання інструкцій і наказів» до Києва, де прибув на явку до Суховія за вказівкою Зірки; після цього Панько та Суховій у Софіївському соборі зустрілися з Наконечним, якому Суховій відрекомендував Панька як представника Криму. При цьому вказувалося, що Панько «вступив до організації ВУЦПК», встановив постійний зв'язок із Наконечним і отримав інформацію від ВУЦПК, після чого зібрався вирушити до Криму. Під час допиту Андрій Панько повідомив, що зібрався повернутися до Керчі через критичне матеріальне становище.
На засіданні колегії Київської Губернської надзвичайної комісії 28 серпня 1921 року Андрій Панько разом з іншими членами та учасниками ВУЦПК був засуджений до розстрілу з конфіскацією майна (у протоколах допиту в графі про майно зазначалося ― «Жодного»). Ймовірно, вирок було виконано того ж дня. Місце поховання невідоме.
29 липня 1996 року Андрій Панько був реабілітований. У справі про реабілітацію зазначалося, що він не був членом ВУЦПК. При цьому були згадані матеріали допиту, під час яких Панько свідчив, що познайомився з Андрієм Зіркою в потязі Керч-Київ; той познайомив його з Суховієм і Наконечним, які «передали якісь бумаги з адресами в Керчі».